# Société Nationale de Musique
La Société Nationale de Musique va ser fundada el 25 de febrer de 1871 per Romain Bussine i Camille Saint-Saëns, que van compartir la presidència. El seu propòsit era promoure la música francesa i permetre que els joves compositors executessin els seus treballs en públic. El seu lema era Ars Gallica.
Entre els seus membres hi hagué: Clémence de Grandval, César Franck, Ernest Guiraud, Jules Massenet, Jules Garcin, Gabriel Fauré, Alexis de Castillon, Henri Duparc, Paul Lacombe, Théodore Dubois i Paul Taffanel. Va ser creada en resposta a la tendència a favor de la música vocal i l'òpera francesa en detriment de la música orquestral, i per reafirmar la grandesa de la música francesa davant la tradició germànica.